# Enrique H. Bucher
Enrique Hugo Bucher, né le 19 août 1940 à Córdoba, en Argentine, est un biologiste spécialisé dans la protection de la biodiversité de la région du Gran Chaco, une vaste plaine caractérisée par la présence de bois et de forêts, qui s'étend sur des territoires situés au nord de l'Argentine, au Paraguay, en Bolivie et au Brésil. Il est professeur émérite à l'université nationale de Córdoba et chercheur au Conseil national de recherche scientifique et technique (CONICET).

## Biographie
Bucher est titulaire d'un doctorat en biologie, obtenu à l'Université nationale de Córdoba avec une bourse du Conseil national de recherche scientifique et technique (CONICET).
Il est professeur titulaire de la chaire d'écologie à la faculté des sciences de Córdoba de 1968 à 1990. En 1976, il s'engage dans la recherche scientifique auprès du CONICET, gravissant les échelons de la carrière de chercheur.
Il est directeur du centre de zoologie appliquée rattaché à la faculté des sciences de Córdoba et situé au sein du parc zoologique de la ville. Il y organise une maîtrise consacrée à la vie sauvage. 
En 2007, il signe une convention avec le maire de Miramar pour mener à bien le programme Promar pour favoriser le développement d'activités scientifiques relatives à la conservation de la biodiversité dans la Réserve de Mar Chiquita et dans le bassin hydrologique formé par les rivières qui alimentent la lagune ; la mairie lui cède un bâtiment situé aux abords de la lagune.
Enrique H. Bucher participe à la création de l'Institut de la Diversité et de l'Écologie Animale (IDÉE) en 2011. Y sont représentés les différents départements de zoologie de la faculté, y compris le centre de zoologie appliquée. Il obtient en 2014 la cession du bâtiment Promar à l'IDÉE, afin d'y installer la station de biologie Mar Chiquita.

## Publications
- Bucher, E. H. (1982). Chaco and Caatinga—South American arid savannas, woodlands and thickets. In Ecology of tropical savannas (pp. 48-79). Springer, Berlín, Heidelberg.
- Canevari, P., Blanco, D. E., Bucher, E. H., Castro, G., & Davidson, I. (1999). Humedales de la Argentina: clasificación, situación actual, conservación y legislación (No. 46). Wetlands International.
- Abril, A., & Bucher, E. H. (2001). Overgrazing and soil carbon dynamics in the western Chaco of Argentina. Applied Soil Ecology, 16(3), 243-249.
- Bucher, E. H. (1987). Herbivory in arid and semi-arid regions of Argentina. Revista Chilena de Historia Natural, 60, 265-273.
- Bucher, E. H. (1992). The causes of extinction of the Passenger Pigeon. In Current ornithology (pp. 1-36). Springer, Boston, MA.

## Distinctions et récompenses
- Diplôme au mérite Konex en Science et Technique - Zoología (1993)
- Bourse attribuée par la American Ornithological Union (1990)
- Bourse attribuée par la British Ornithological Union (1989)
- Bourse attribuée par la Worlk Wildlife Foundation (1989)
- Bourse attribuée par le Rotary International (1967)
- Bourse attribuée par la Pew Foundation on Conservation and the environment

## Fonctions et sociétés savantes
- Membre du Conseil Ornithologique Mondial (1986-1990)
- Membre Honoraire de la American Ecological Society (1992)
- Membre du Comité Exécutif Permanent du Conseil Ornithologique International (1990-1994)
- Consultant du Programme des Nations unies pour le Développement (1994)
- Membre du Directoire du Conseil de Recherches Scientifiques de Córdoba
- Membre du Directoire des Zones Humides pour les Amériques